# Władysław Romańczyk

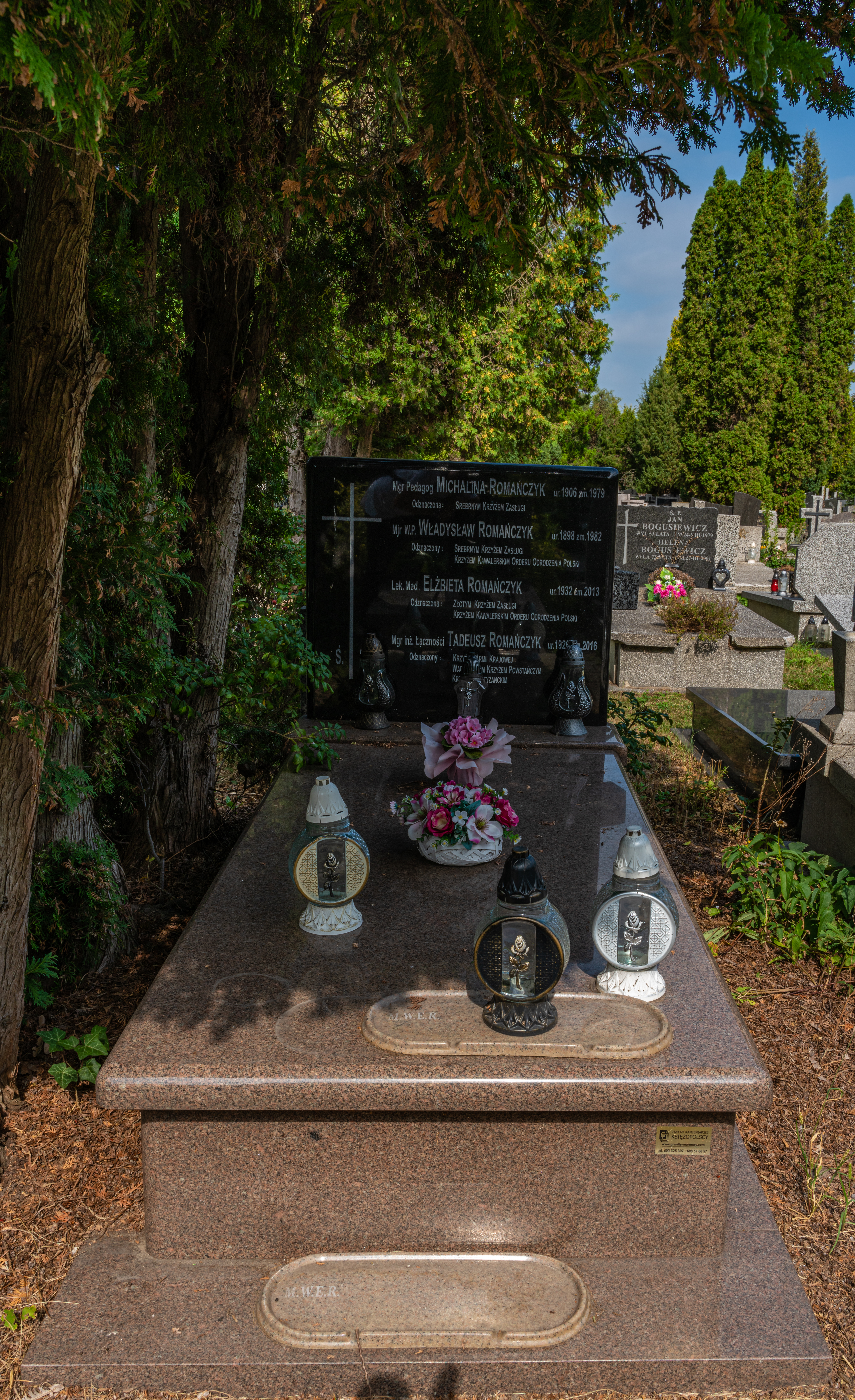
Grób Władysława Romańczyka na cmentarzu Komunalnym Północnym w Warszawie

Władysław Romańczyk, ps. „Czarny”, „Kula”, „Rosa”, „Wir” (ur. 2 stycznia 1898 w Pakoszówce, zm. 26 maja 1982 w Warszawie) – oficer służby stałej piechoty Wojska Polskiego, wykładowca, podczas II wojny światowej major w SZP/ZWZ/AK, komendant Obwodu ZWZ Sanok i Obwodu AK Rawa Mazowiecka.

## Życiorys
Syn Jana (rolnik w Pakoszówce) i Marii Tymczyszyn. 6 września 1919 zdał egzamin dojrzałości w Państwowym Gimnazjum im. Królowej Zofii w Sanoku.
Był uczestnikiem działań niepodległościowych w latach 1916–1918. W listopadzie 1918 został przyjęty do Wojska Polskiego. Podczas wojny polsko-ukraińskiej (1918–1919) był operatorem ckm w pociągu pancernym „Gromobój”. Następnie w szeregach 26 pułku piechoty brał udział w polsko-bolszewickiej (1919–1920). Z 26 pułku piechoty został skierowany do Wielkopolskiej Szkoły Podchorążych Piechoty w Bydgoszczy. Dekretem z 16 lutego 1921 został awansowany na stopień podporucznika piechoty. Został zweryfikowany w tym stopniu ze starszeństwem z dniem 1 czerwca 1919. Został awansowany do stopnia porucznika piechoty w korpusie oficerów piechoty ze starszeństwem z dniem 1 czerwca 1920 i lokatą 43. Z dniem 7 stycznia 1925 został odkomenderowany na IX-ty 5 miesięczny kurs doszkolenia dla młodszych oficerów piechoty w Chełmnie. Po ukończeniu kursu w czerwcu 1926 powrócił do macierzystego pułku. W 1931 został przeniesiony z 26 pułku piechoty do Szkoły Podchorążych Rezerwy Piechoty w Zambrowie, gdzie w okresie 1931–1934 pełnił funkcję instruktora w 2 kompanii ckm, a od 1934 do 1935 był instruktorem w 1 kompanii ckm. 27 czerwca 1935 został mianowany na stopień kapitana ze starszeństwem z 1 stycznia 1935 i 1. lokatą w korpusie oficerów piechoty. W tym samym roku został przeniesiony do Szkoły Podchorążych Piechoty w Ostrowi Mazowieckiej na stanowisko instruktora i wykładowcy. W marcu 1939 pełnił służbę w Szkole Uzbrojenia w Warszawie na stanowisku wykładowcy kompanii szkolnej rusznikarzy. Wówczas, w tym samym stopniu i starszeństwie, zajmował 6. lokatę w korpusie oficerów uzbrojenia.
We wrześniu 1939 jako szef uzbrojenia 33 Dywizji Piechoty, która zmobilizowała się w Grodnie pod dowództwem płk. Zielińskiego po wybuchu II wojny światowej podczas kampanii wrześniowej walczył z Niemcami od 1 do 27 września 1939 w rejonie: Ostrołęka-Łomża, Węgrów, Biała Podlaska, Chełm, Kraśnik. Uniknął niewoli i po zakończeniu działań wojennych przebywał na Podkarpaciu. Był czynny w konspiracji SZP/ZWZ/AK. Początkowo od listopada do grudnia 1939 był dowódcą powiatowym SZP w Sanoku, potem od grudnia 1939 do przełomu stycznia i lutego 1940 był komendantem Obwodu ZWZ Sanok, którego struktury organizował od podstaw (w jego sztabie był m.in. Tadeusz Wojtowicz). W obliczu zagrożenia dekonspiracją w 1940 został przeniesiony na inny teren. W okresie maja 1944 do października 1944 pełnił funkcję komendanta Obwodu AK Rawa Mazowiecka w Okręgu AK Łódź. Został awansowany rozkazem KG AK nr L. 400/BP z 25 lipca 1944 do stopnia majora służby stałej ze starszeństwem z dniem 3 maja 1944. W okresie akcji „Burza” latem 1944 dowodził siłami AK obwodu.
Został pochowany na Cmentarzu Komunalnym Północnym w Warszawie (kwatera W-XV-2-8-1).

## Ordery i odznaczenia
- Krzyż Kawalerski Orderu Odrodzenia Polski (pośmiertnie, 24 kwietnia 2018)[21][22]
- Srebrny Krzyż Zasługi (22 maja 1939)[23][10]